# Rio Curuá
Le rio Curuá, est une rivière du Brésil, affluent du rio Iriri en rive gauche. C'est donc un sous-affluent de l'Amazone par les rios Iriri et Xingu. Il traverse l'État du Pará.

## Géographie
Le Curuá, tout comme l'Iriri prend sa source au sud de l'État de Pará dans la Serra do Cachimbo aux confins du Mato Grosso. Il coule vers le nord plus ou moins parallèlement au cours de l'Iriri, du côté ouest. En fin de parcours, il rejoint la rive gauche du rio Iriri au niveau de la localité d'Entre Rios. 
Le cours du Curuá est entrecoupé de nombreux rapides et de cascades. Il est très poissonneux.

## Hydrométrie - Les débits à Boca do Inferno

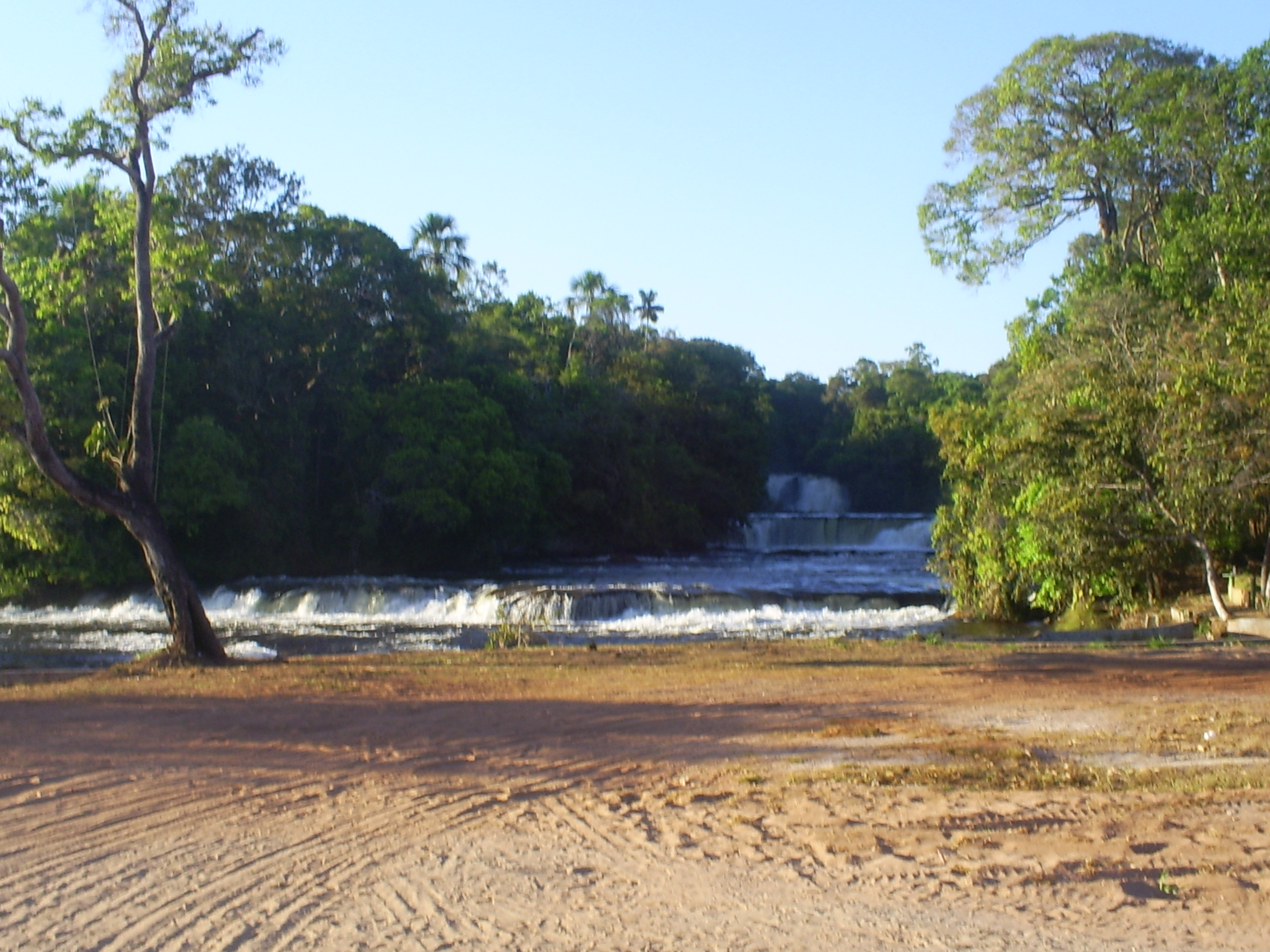
Cataracte Rasteira du Rio Curuá, en bordure de la route BR-163.

Le débit de la rivière a été observé pendant 22 ans (1973-1994) à Boca do Inferno, localité de l'État du Pará située à quelque 200 kilomètres en amont de son confluent avec le rio Iriri. 
Le débit annuel moyen ou module observé à Boca do Inferno durant cette période était de 129 m3/s pour un bassin versant de 20 803 km2.
La lame d'eau écoulée dans cette partie du bassin du Curuá se monte dès lors à 196 millimètres par an, ce qui peut être considéré comme faible dans le contexte des cours d'eau du bassin de l'Amazone.
Le rio Curuá est un cours d'eau très saisonnier. Il se montre assez irrégulier et affiche parfois des minima fort bas. Le débit mensuel moyen des mois de la période des basses eaux est plus de 20 fois inférieur au débit mensuel moyen de la période de crue (novembre : 18,1 m3/s - mai : 374 m3/s). Sur la durée d'observation de 22 ans, le débit mensuel minimum a été de 0,1 m3/s en décembre (100 litres), tandis que le débit mensuel maximal se montait à 839 m3/s (en mai). 